# Бервень (комуна)
Бервень, Бервені (рум. Berveni) — комуна у повіті Сату-Маре в Румунії. До складу комуни входять такі села (дані про населення за 2002 рік):
- Бервень (2562 особи) — адміністративний центр комуни
- Лукечень (1052 особи)

Комуна розташована на відстані 462 км на північний захід від Бухареста, 31 км на захід від Сату-Маре, 138 км на північний захід від Клуж-Напоки.

## Населення
За даними перепису населення 2002 року у комуні проживали 3614 осіб.
Національний склад населення комуни:
| Національність   | Кількість осіб | Відсоток |
| ---------------- | -------------- | -------- |
| угорці           | 2256           | 62,4%    |
| румуни           | 1198           | 33,1%    |
| цигани           | 149            | 4,1%     |
| німці            | 10             | 0,3%     |
| росіяни-липовани | 1              | < 0,1%   |

Рідною мовою назвали:
| Мова      | Кількість осіб | Відсоток |
| --------- | -------------- | -------- |
| угорська  | 2348           | 65,0%    |
| румунська | 1195           | 33,1%    |
| циганська | 68             | 1,9%     |
| німецька  | 3              | 0,1%     |

Склад населення комуни за віросповіданням:
| Релігія                                       | Кількість осіб | Відсоток |
| --------------------------------------------- | -------------- | -------- |
| реформати                                     | 1680           | 46,5%    |
| православні                                   | 1128           | 31,2%    |
| римо-католики                                 | 649            | 18,0%    |
| баптисти                                      | 48             | 1,3%     |
| п'ятдесятники                                 | 36             | 1,0%     |
| греко-католики                                | 33             | 0,9%     |
| унітарії                                      | 2              | 0,1%     |
| лютерани (Синодально-пресвітеріанська церква) | 1              | < 0,1%   |